# Liophis leucogaster
Liophis leucogaster este o specie de șerpi din genul Liophis, familia Colubridae, descrisă de Jan 1863. Conform Catalogue of Life specia Liophis leucogaster nu are subspecii cunoscute.